# Кастель-дель-Джудіче
Кастель-дель-Джудіче (італ. Castel del Giudice) — муніципалітет в Італії, у регіоні Молізе,  провінція Ізернія.
Кастель-дель-Джудіче розташований на відстані близько 145 км на схід від Рима, 50 км на північний захід від Кампобассо, 28 км на північ від Ізернії.
Населення — 343 особи (2014).

## Демографія
Населення за роками:

Станом на 1 січня 2023 року в муніципалітеті офіційно проживало 38 іноземців з 12 країн, серед них 6 громадян країн Євросоюзу та 1 громадянин України.

## Сусідні муніципалітети
- Ателета
- Гамберале
- Сан-П'єтро-Авеллана
- Сант'Анджело-дель-Песко
- Капракотта